# غوردون رايس
غوردون رايس هو رسام كندي، ولد في 1933.